# Kharsawan (Staat)
Kharsawan (Hindi खरसावाँ रियासत Kharasāvā̃ riyāsat) war ein Fürstenstaat in Britisch-Indien im heutigen Bundesstaat Jharkhand. Er gehörte zu den neun Chota-Nagpur-Staaten unter der Präsidentschaft Bengalen. Seine Hauptstadt war der Ort Kharsawan.
Das Fürstentum der Rathore-Dynastie wurde 1650 von Kunwar Padam Singh, dem zweiten Sohn von Raja Bikram Singh, Gründer von Seraikela, gegründet. 1657 wurde Kharsawan als eigenständiger Staat anerkannt.
Kharsawan hatte 1892 eine Fläche von 396 km² mit etwa 31.000 Einwohnern. Am 18. Mai 1948 trat Kharsawan der Indischen Union bei. Zusammen mit dem benachbarten Fürstenstaat Seraikela kam Kharsawan zu Bihar. Im Jahr 2000 wurde das Gebiet Teil des neu gegründeten Bundesstaates Jharkhand.